# Frag
Frag är ett uttryck inom många FPS-spel som används när man dödat en moståndare, fraggat motståndaren. Termen har använts sedan spelet Doom lanserades, men kan vara relaterad till den äldre militära termen "fraggning" som har med handgranater (fragmentation grenade) att göra.
Ett specialfall är en telefrag där en spelare står på en punkt som en motståndare teleporteras till. Spelaren som stod där först kommer då att dö och spelaren som teleporterades kommer att få en telefrag.